# Poszur
Poszur – część budowli hydrotechnicznej, obejmujące konstrukcję stanowiącą ubezpieczenie dna cieku na pewnym określonym odcinku, poniżej wypadu danej budowli. Poszur stosuje się w celu zabezpieczenia dna cieku przed rozmyciem i erozją denną. Jest także elementem budowli, który uczestniczy w rozpraszaniu energii wody – można tu wyróżnić strefę pasywną, dla której wymagane jest umocnienie ciężkie poszuru i strefę tłumienia, dla której wystarczające może być umocnienie lekkie poszuru. Poszur może zostać wykonany jako płaszczyzna o orientacji poziomej (powierzchnia płaska), bądź zostać ukształtowana w odpowiednio dobrany sposób, tak aby stanowił tzw. wybój przygotowany. Poszur stosowany jest więc w tych budowlach, w których występują urządzenia upustowe; dotyczy to przede wszystkim budowli piętrzących, analogiczne umocnienie dna występuje w niektórych innych budowlach, np. w progu, będącym rodzajem budowli regulacyjnej.
Poszur może zostać wykonany z płyt betonowych prefabrykowanych lub zostać wykonany jako konstrukcja monolityczna zbudowana w miejscu przeznaczenia. Jako podbudowę wykorzystuje się narzut kamienny i konstrukcje faszynowo–kamienne. Lekkie ubezpieczenie może stanowić sam narzut kamienny. Istotne jest zachowanie w poszurze szczelin z filtrem odwrotnym umożliwiające zachodzenie zjawiska filtracji.